# Kristin Luckenbill
Kristin Luckenbill, née à Paoli (Pennsylvanie) le 28 mai 1979, est une joueuse américaine de soccer. Elle évolue au poste de gardien de but.

## Biographie
Elle est internationale américaine en 2004 (14 sélections). Gardienne de but remplaçante, elle est sacrée championne olympique en 2004.